# Магеллан (телесеріал)
«Магеллан» (англ. Boundless, буквальний переклад «Без меж») — 6-серійний історичний телесеріал про навколосвітову подорож експедиції Фернана Магеллана. Прем'єра на Amazon відбулася 10 червня 2022 року.

## Сюжет
Дія серіалу відбувається у XVI столітті. Головний герой — іспанський мореплавець Фернан Магеллан, чиї кораблі здійснили першу в історії навколосвітову подорож (де-факто незавершену).

## В ролях
- Родриго Санторо
- Альваро Морте
- Серхіо Перис-Менчета
- Карлос Куевас
- Адріан Ластра
- Барбара Гоэнага
- Пепон Ніето
- Нікколо Сенні
- Мануель Морон
- Рауль Техон